# Bfp fuhrpark + management
bfp fuhrpark + management ist eine Fachzeitschrift für betriebliche Mobilität mit dem Schwerpunkt Fuhrpark- und Flottenmanagement. Das Magazin informiert zehnmal jährlich über Möglichkeiten der betrieblichen Mobilität (E-Bike, Lastenrad, Bahn, Car-Sharing, Mobilitätsbudget) sowie die effiziente Führung von Pkw- und Transporter-Fuhrparks, insbesondere wie die Kosten für den Fuhrpark reduziert werden können, welche Anbieter am Markt welche Produkte offerieren und welche neuen Fahrzeuge auf den Markt kommen.
bfp fuhrpark + management wird von der Schlüterschen Fachmedien GmbH herausgegeben, einer Tochterfirma der Schlüterschen Verlagsgesellschaft. Die Fachzeitschrift hat eine IVW-geprüfte tatsächlich verbreitete Auflage von 49.862 Exemplaren. Auf der dazugehörenden Internetseite werden die Inhalte der Zeitschrift weitergeführt.
bfp fuhrpark + management veranstaltet das bfp Forum, das bis 2019 am Nürburgring stattfand und 2021 an den Standort Hannover wechselte. Eine „hohe Unsicherheit in der Planung“ im Zuge der Corona-Pandemie sorgte jedoch für eine Verlegung des bfp Forum 2021 in das Jahr 2022. Seit 2023 findet die Mobilitätsveranstaltung in Mainz statt.
Die bfp Akademie gehört seit 2001 zum Markenportfolio. Ihr Schwerpunkt ist die Ausbildung und Fortbildung von Fuhrparkmanagern und -beratern sowie Fuhrparkverantwortlichen.

## Belege
1. ↑  Arno Borchers: bfp Forum findet jetzt doch erst im September 2022 statt - Reifenpresse.de. 5. August 2021, abgerufen am 7. September 2024 (deutsch).